# TMIGD1
TMIGD1 (англ. Transmembrane and immunoglobulin domain containing 1) – білок, який кодується однойменним геном, розташованим у людей на короткому плечі 17-ї хромосоми. Довжина поліпептидного ланцюга білка становить 262 амінокислот, а молекулярна маса — 29 185.
| 10         |  | 20         |  | 30         |  | 40         |  | 50         |
| ---------- |  | ---------- |  | ---------- |  | ---------- |  | ---------- |
| MAWKSSVIMQ |  | MGRFLLLVIL |  | FLPREMTSSV |  | LTVNGKTENY |  | ILDTTPGSQA |
| SLICAVQNHT |  | REEELLWYRE |  | EGRVDLKSGN |  | KINSSSVCVS |  | SISENDNGIS |
| FTCRLGRDQS |  | VSVSVVLNVT |  | FPPLLSGNDF |  | QTVEEGSNVK |  | LVCNVKANPQ |
| AQMMWYKNSS |  | LLDLEKSRHQ |  | IQQTSESFQL |  | SITKVEKPDN |  | GTYSCIAKSS |
| LKTESLDFHL |  | IVKDKTVGVP |  | IEPIIAACVV |  | IFLTLCFGLI |  | ARRKKIMKLC |
| MKDKDPHSET |  | AL         |  |            |  |            |  |            |

A: Аланін

C: Цистеїн

D: Аспарагінова кислота

E: Глутамінова кислота

F: Фенілаланін

G: Гліцин

H: Гістидин

I: Ізолейцин

K: Лізин

L: Лейцин

M: Метіонін

N: Аспарагін

P: Пролін

Q: Глутамін

R: Аргінін

S: Серин

T: Треонін

V: Валін

W: Триптофан

Задіяний у такому біологічному процесі, як альтернативний сплайсинг. 
Локалізований у мембрані.